# Collegio di Mid and South Pembrokeshire
Mid and South Pembrokeshire è un collegio elettorale gallese, rappresentato alla Camera dei Comuni del Parlamento del Regno Unito. Elegge un membro del Parlamento con il sistema first-past-the-post, ossia maggioritario a turno unico; l'attuale parlamentare è Henry Tufnell del Partito Laburista, che rappresenta il collegio dal 2024.

## Estensione
Il collegio è costituito dalle seguenti aree del Pembrokeshire:
- i ward di Amroth and Saundersfoot North, Carew and Jeffreyston, East Williamston, Hundleton, Kilgetty and Begelly, Lampeter Velfrey, Lamphey, Manorbier and Penally, Martletwy, Narberth, Narberth Rural, Pembroke Dock Bufferland, Pembroke Dock Bush, Pembroke Dock Central, Pembroke Dock Market, Pembroke Dock Pennar, Pembroke Monkton and St Mary South, Pembroke St Mary North, Pembroke St Michael, Saundersfoot South, St Florence and St Mary Out Liberty, Tenby North e Tenby South, che erano appartenuti al Collegio di Carmarthen West and South Pembrokeshire;
- i ward di Burton, Camrose, Haverfordwest Castle, Haverfordwest Garth, Haverfordwest Portfield, Haverfordwest Prendergast, Haverfordwest Priory, Johnston, Letterston, Llangwm, Martletwy (the remaining 345 electors), Merlin's Bridge, Milford Central, Milford East, Milford Hakin, Milford Hubberston, Milford North, Milford West, Neyland East, Neyland West, Rudbaxton and Spittal, Solva, St David's, St Ishmael's, The Havens e Wiston, che erano appartenuti al Collegio di Preseli Pembrokeshire.

## Membri del parlamento
| Elezione | Elezione | Deputato      | Partito   |
| -------- | -------- | ------------- | --------- |
|          | 2024     | Henry Tufnell | Laburista |

## Risultati elettorali

### Elezioni negli anni 2020
| Partito                    | Partito                                      | Candidato                  | Risultati 4 luglio 2024 | Risultati 4 luglio 2024 |
| Partito                    | Partito                                      | Candidato                  | Voti                    | %                       |
| -------------------------- | -------------------------------------------- | -------------------------- | ----------------------- | ----------------------- |
|                            | Laburista                                    | Henry Tufnell              | 16 505                  | 35,40                   |
|                            | Conservatore                                 | Stephen Crabb              | 14 627                  | 31,37                   |
|                            | Reform UK                                    | Stuart Marchant            | 7 828                   | 16,79                   |
|                            | Plaid Cymru                                  | Cris Tomos                 | 2 962                   | 6,35                    |
|                            | Lib Dem                                      | Alistair Cameron           | 2 372                   | 5,09                    |
|                            | Verde                                        | James Purchase             | 1 654                   | 3,55                    |
|                            | Indipendente                                 | Vusi Siphika               | 427                     | 0,92                    |
|                            | Women's Equality                             | Hanna Andersen             | 254                     | 0,54                    |
|                            |                                              |                            |                         |                         |
| Iscritti                   | Iscritti                                     | Iscritti                   | 79 031                  | 100,00                  |
| ↳ Votanti (% su iscritti)  | ↳ Votanti (% su iscritti)                    | ↳ Votanti (% su iscritti)  | 46 629                  | 59,00                   |
| ↳ Astenuti (% su iscritti) | ↳ Astenuti (% su iscritti)                   | ↳ Astenuti (% su iscritti) | 32 402                  | 41,00                   |
|                            |                                              |                            |                         |                         |
|                            | Esito: collegio a Laburista (nuovo collegio) |                            |                         |                         |